# نان شیر ژاپنی
نان شیر ژاپنی (به ژاپنی: 食パン, shokupan) یا نان شیر هوکایدو یا به سادگی نان شیر در منابع انگلیسی، یک نان سفید نرم است که معمولاً در نانوایی‌های آسیایی، به ویژه نانوایی‌های ژاپنی فروخته می‌شود. اگرچه نان یک غذای سنتی ژاپنی نیست، پس از جنگ جهانی دوم به‌طور گسترده معرفی شد و این سبک به یک ماده غذایی محبوب تبدیل شد.